# الحیبه
ال هیباه یک منطقهٔ مسکونی در امارات متحده عربی است.

## خصوصیات
ال هیباه ۴۱۱ متر بالاتر از سطح دریا واقع شده‌است.